# Église des Jésuites de Heidelberg
L'église des Jésuites (ou église Saint-Ignace-de-Loyola) est un édifice religieux catholique de style baroque sis à Heidelberg en Allemagne. Construite de 1712 à 1759 par la Compagnie de Jésus pour les services spirituels et pastoraux de leur collège l'église a la particularité de ne pas être « orientée » (face à l'Est), mais de faire face au Midi. Le clocher néo-baroque date de 1868-1872. 
L'édifice est aujourd'hui église paroissiale (paroisse du Saint-Esprit-Saint-Ignace) et comprend un musée d'art sacré avec un 'trésor' (d'objets liturgiques anciens) ouvert au public. A Heidelberg elle est la deuxième église en importance, après l'église du Saint-Esprit.

## Historique
Les jésuites arrivent à Heidelberg en 1622, après la victoire de Tilly contre l'Union protestante et après le siège de la ville par les troupes bavaroises. C'est l'époque de la guerre de Trente Ans (1618-1648). Mais ils en sont bientôt chassés. En 1698, un changement dynastique, qui voit une dynastie catholique (Palatinat-Neubourg) succéder à une dynastie protestante (Palatinat-Simmern), permet aux jésuites d'y revenir, appelés par le prince Jean-Guillaume de Neubourg (1658-1716) qui souhaite fonder un collège. Ils jouent un rôle de première importance pour la formation des jeunes gens de l'élite et pour la recatholicisation de Palatinat du Rhin. Le premier groupe est constitué de deux prêtres et un frère jésuites. Au zénith de leur présence, ils sont près d'une centaine, la plupart enseignant à l'université de Heidelberg ou au collège des Jésuites. Les autres assurent des services spirituels ou pastoraux dans la ville et les environs.
La première pierre pour le collège est bénite en 1703. Le grand collège avec quatre bâtiments rectangulaires en carré autour d'une vaste cour est totalement terminé en 1712. L'aile sud est terminée en 1732. La suppression de la Compagnie de Jésus en 1773 oblige le collège à fermer ses portes. Dès lors, les bâtiments (dont il ne reste que deux bâtiments originels) servent à divers usages: les lazaristes s'y installent jusqu'en 1793. Puis ils sont utilisés comme caserne. Plus récemment, ils sont divisés en appartements privés. On y trouve l'Institut anglais de l'université de Heidelberg, ou encore la maison paroissiale de la paroisse du Saint-Esprit.

## L'église

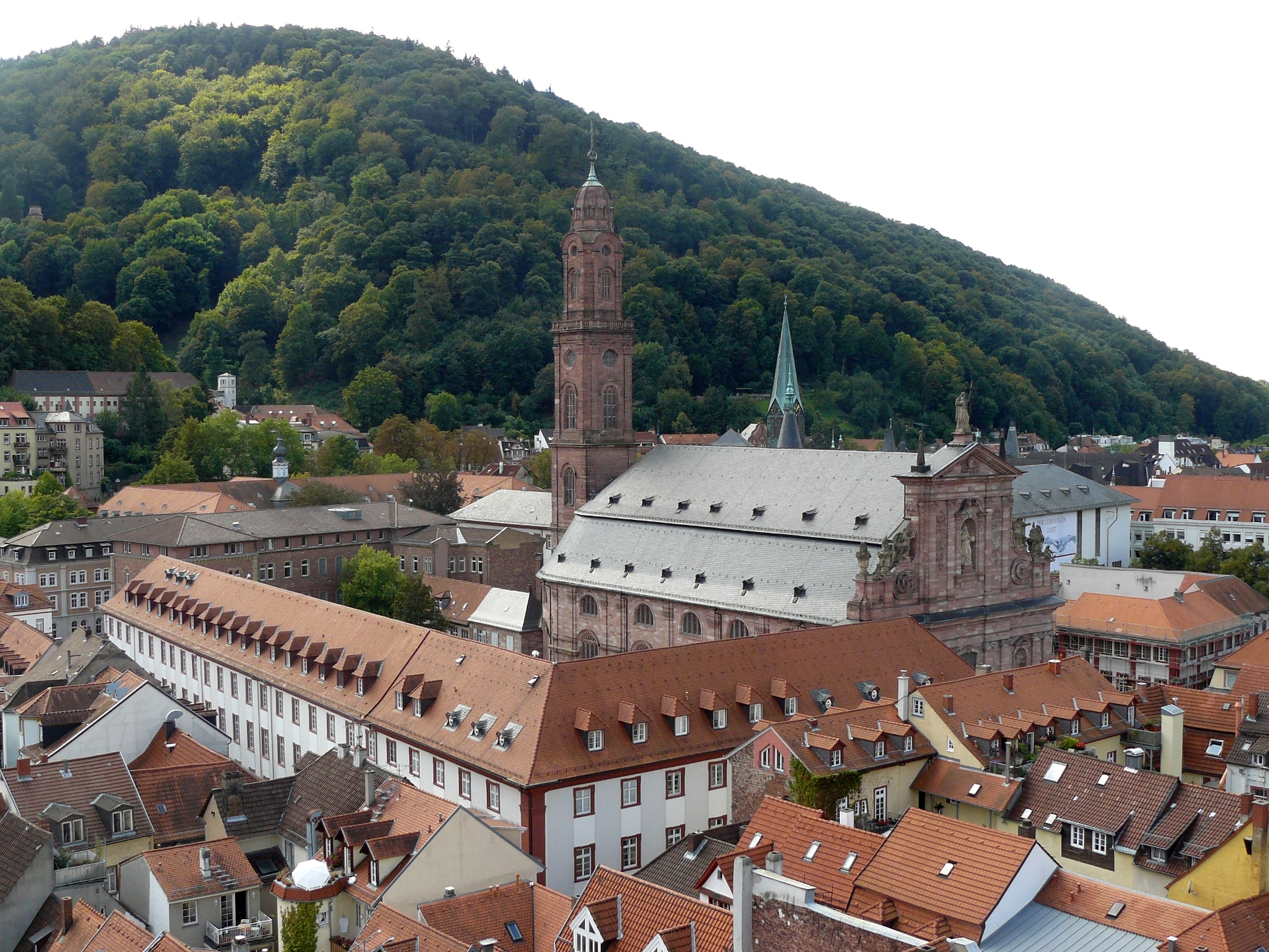
Vue de l'église entourée de l'ancien collège des Jésuites.

Les jésuites doivent attendre 1703 pour que les plans du nouveau collège soient approuvés. Mais les travaux de l'église ne débutent qu'en 1712, et ce n'est que le 18 juin 1712 que l'approbation finale arrive de Rome signée du général des Jésuites, le père Tamburini (1648-1730). Johann Adam Breunig dirige les travaux du chœur, puis l'on construit la nef. Elle prend comme modèle la toute nouvelle église des Jésuites de Bamberg, considérée alors comme très moderne et appelant à la plus grande gloire de Dieu.
Les travaux sont interrompus en 1717 à la mort du prince Jean-Guillaume, son successeur Charles-Philippe, résidant principalement au château de Mannheim, ne soutient pas particulièrement le projet. Ce qui est achevé est provisoirement muré et l'espace intérieur créé sert de chapelle provisoire. Les travaux reprennent en 1749 jusqu'à leur achèvement en 1759 sous la direction de l'architecte de la cour, Franz Wilhelm Rabaliatti.
La suppression de la Compagnie de Jésus, en 1773, entraîne le départ des Jésuites. Le collège et son église passent entre les mains des lazaristes. L'édifice ne tarde pas à servir d'entrepôt. Entre 1793 et 1797, sous l'occupation des troupes françaises révolutionnaires, elle sert comme une partie des bâtiments d'hôpital militaire pour soigner les soldats blessés de la Première coalition. Elle sert jusqu'en 1808 aussi de lazaret (hôpital de campagne) pendant les guerres napoléoniennes.
Le grand-duc Charles-Frédéric de Bade l'érige le 1er novembre 1809 comme seconde église paroissiale, celle du Saint-Esprit étant devenue trop exiguë pour le nombre croissant de fidèles.
L'église a été restaurée de 2001 à 2004.

## Intérieur de l'église

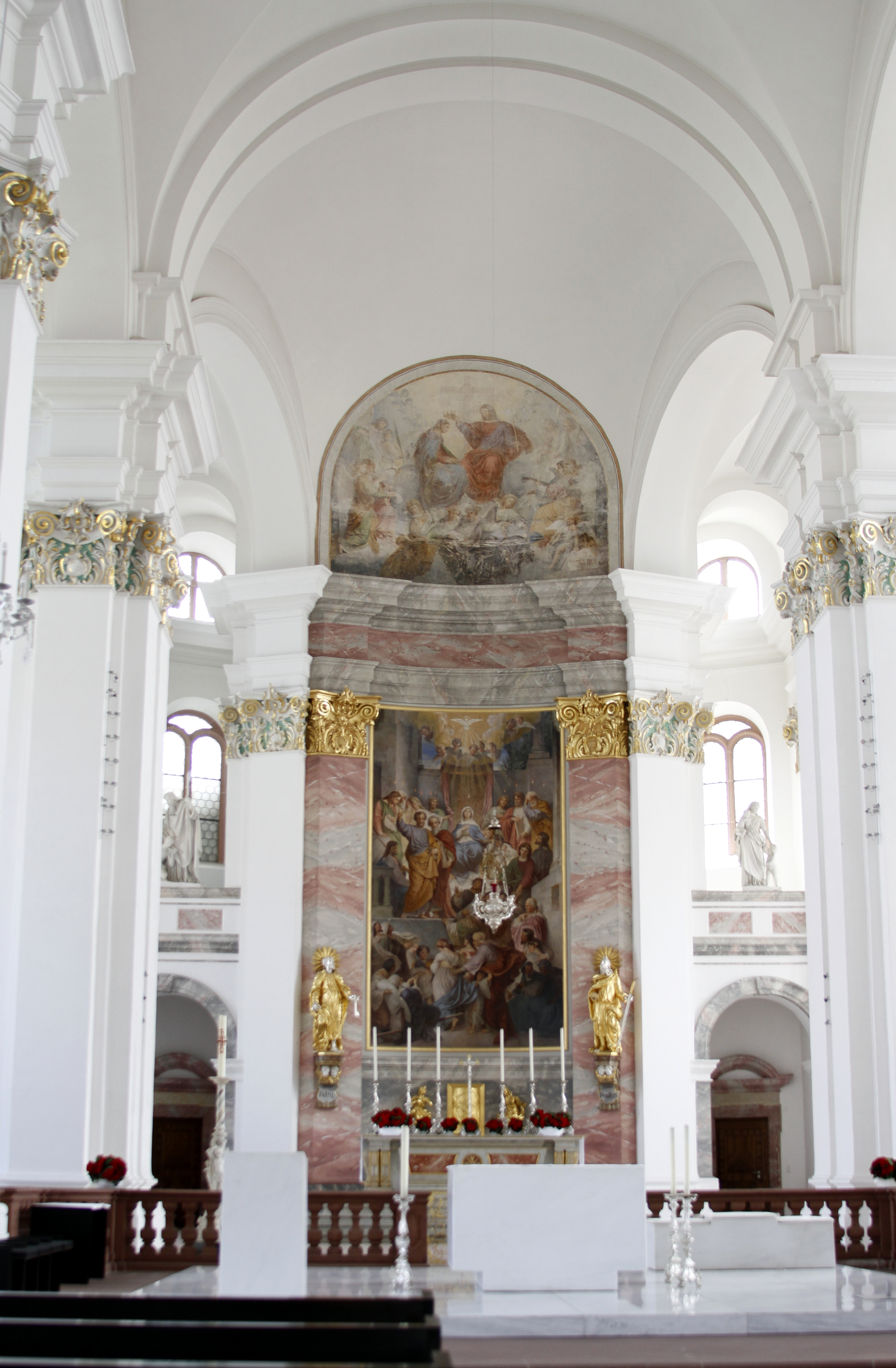
Chœur et de l'autel
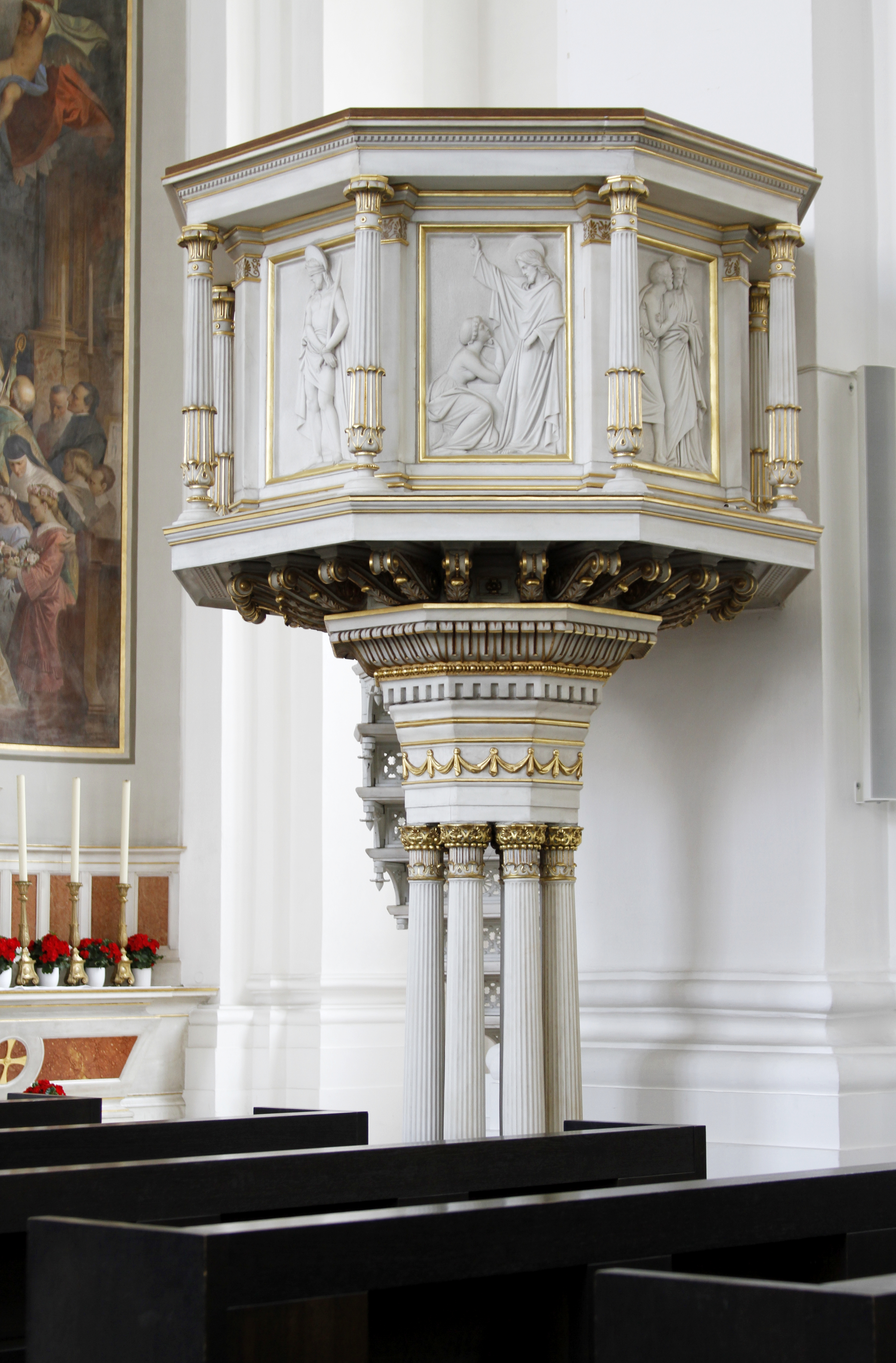
chaire de vérité
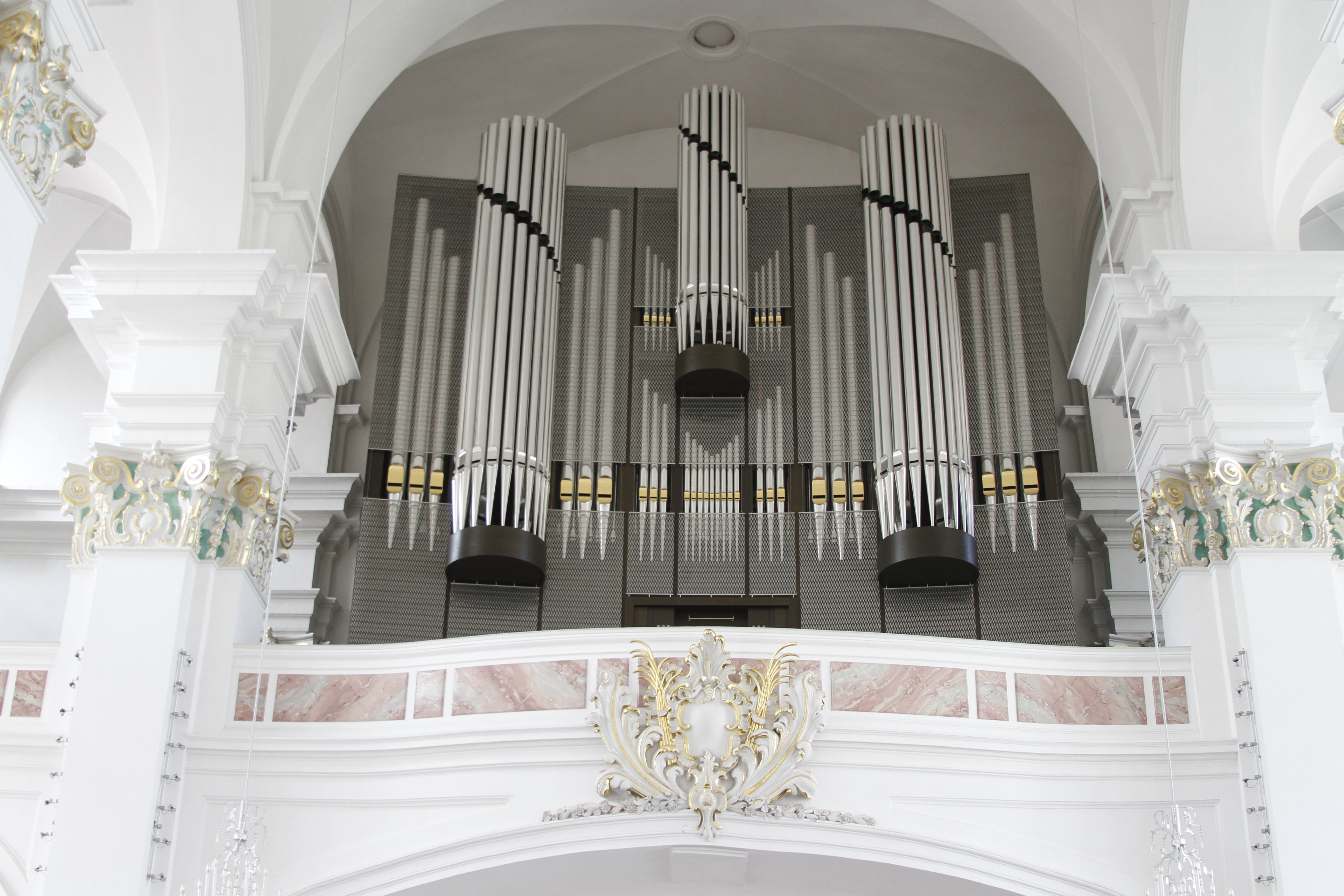
Orgue de 2009 (facteur: Kuhn)